# Karl Gotthelf von Hund
Karl Gotthelf, barun von Hund und Altengrotkau (Unwürde, 11. rujna 1722. – Meiningen, 8. studenoga 1776.) bio je njemački slobodni zidar, poznat kao osnivač Obred striktne opservancije – jednog od najutjecajnijih masonskih sustava 18. stoljeća.

## Životopis
Potječe iz plemićke obitelji iz Šleske. Rano je ostao bez oca te je naslijedio obiteljski posjed dok je još bio maloljetan. Obrazovao se u Leipzigu, služio u vojsci, a nakon smrti zaručnice, kćeri svojeg skrbnika, odlučio je ostati neoženjen.
Godine 1741. u Frankfurtu se pridružio slobodnim zidarima. Tijekom boravka u Parizu 1743. tvrdi da su ga škotski vitezovi inicirali u obnovljeni Red vitezova templara te da ga je kao velikog majstora prihvatio pretendent na britanski tron, princ Charles Edward Stuart. Tvrdio je da djeluje po nalogu "nepoznatih poglavara", ali nikada nije otkrio njihove identitete ni pružio konkretne dokaze.
U Njemačkoj je 1751. osnovao vlastitu ložu i razvio sustav nazvan Obred striktne opservancije, koji je povezivao slobodno zidarstvo s templarskom tradicijom. Njegov sustav bio je hijerarhijski i strogo organiziran, a članovi su nosili simbolična imena i činove. Uspostavio je i mrežu loža u Njemačkoj i šire, koje su privlačile i plemstvo i pučanstvo. Iako je obred u početku bio vrlo utjecajan, nezadovoljstvo zbog izostanka stvarnih kontakata s "nepoznatim poglavarima" dovelo je do njegova raspuštanja na konventu u Wilhelmsbadu 1782., gdje je zaključeno da slobodni zidari ne potječu od Templara.
Barun von Hund je cijeloga života vjerovao u templarsko porijeklo slobodnog zidarstva. Bio je idealist, odan svojim uvjerenjima, i žrtvovao je bogatstvo, položaj i zdravlje za svoj red. Umro je 1776. u Meiningen, a pokopan je u slobodnozidarskoj odori s prstenom na kojem je pisalo: Nulla vi invertur ordo (u prijevodu Nijedna sila ne može srušiti Red).